# Spinetta Marengo

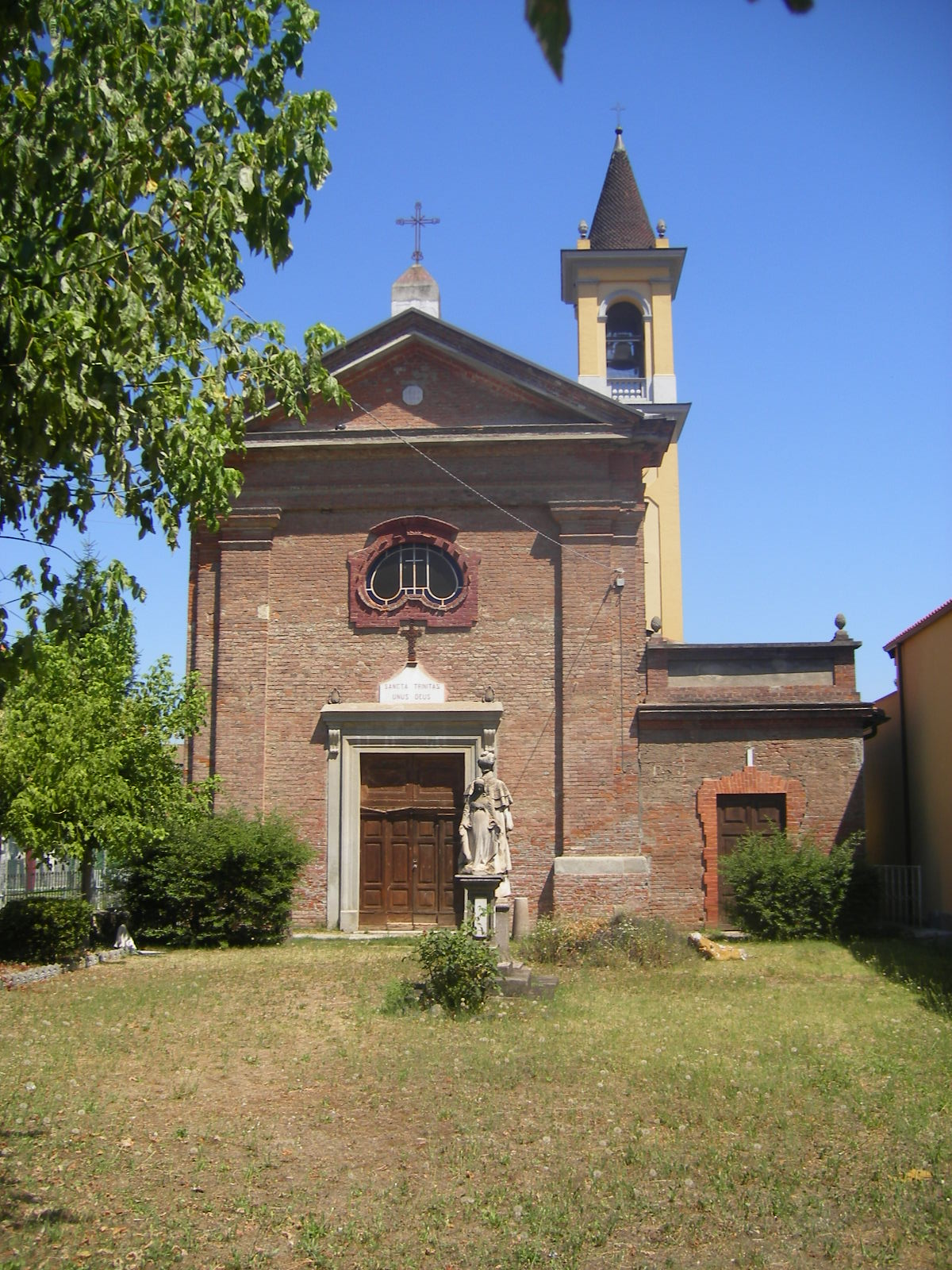
I-AL-Marengo1

Spinetta Marengo es un pueblo en Piamonte, Italia, localizado dentro de los límites municipales de la comuna de Alessandria. Su población es de 6417
El 14 de junio de 1800, el pueblo fue escenario de una importante batalla entre el ejército francés comandado por Napoleón y un ejército austríaco dirigido por Melas. Cada segundo domingo de junio, tradicionalmente hay una conmemoración de la batalla con disfraces, que atrae a muchos visitantes internacionales. Según la leyenda local, Majno, un ladrón que se dice que robó al papa Pío VII mientras se dirigía a París en 1804 para coronar al emperador Napoleón, se escondió en los bosques de Fraschetta, justo al lado de Spinetta Marengo.  
El famoso plato pollo Marengo lleva el nombre de la ciudad. Según la leyenda, el chef de Napoleón creó el plato a partir de los pocos ingredientes que pudo encontrar después de la batalla, utilizando un sable en lugar de un cuchillo de cocina. 

## Museo
Hay un museo, fundado en 1846, que contiene armas y reliquias de la batalla. 

## El tesoro de Marengo
En 1928, los agricultores descubrieron objetos preciosos de la época romana en un campo cerca del pueblo de Marengo. Los objetos, que datan del segundo siglo, todos en muy mal estado, incluían un busto de plata que representaba al emperador Lucius Verus y un jarrón de plata decorado con hojas de acanto. Los objetos hoy se conservan en el Museo de la Antigüedad de Turín, a la espera de ser restaurados. 